# Podi (arquitectura)

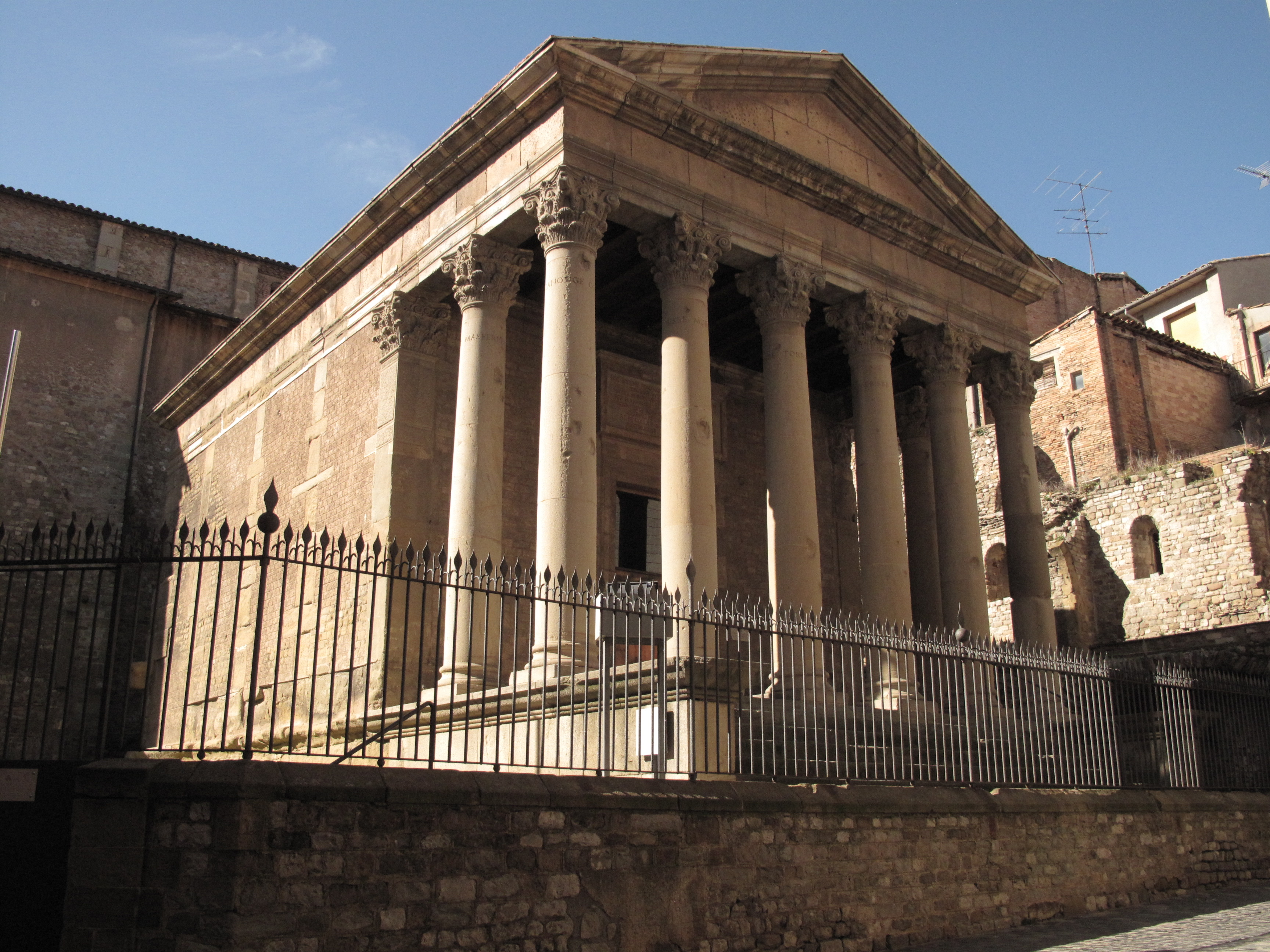
Podi a la base del temple romà de Vic

En arquitectura hom anomena podi o pòdium una base o pedestal que construïen els antics al voltant dels temples.
Els podis es construïen en els temples en què no es volia o no es podia fer grades més que a la zona frontal, on era l'entrada. Aquest podi era necessari per prevenir el perill de precipitar-se pels intercolumnis de banda de la gent que caminaven pel pòrtic, abans i després dels sacrificis.